# Claire Martin
Claire Martin (Versalles, 12 de mayo de 1998) es una deportista francesa que compitió en gimnasia artística.
Ganó una medalla de bronce en el Campeonato Europeo de Gimnasia Artística de 2015, en la barra de equilibrio.
Estudiaba y entrenaba en el centro de alto rendimineto del INSEP. Se retiró de la competición en 2017.

## Palmarés internacional
| Campeonato Europeo | Campeonato Europeo    | Campeonato Europeo | Campeonato Europeo |
| Año                | Lugar                 | Medalla            | Prueba             |
| ------------------ | --------------------- | ------------------ | ------------------ |
| 2015               | Montpellier (Francia) | Medalla de bronce  | Barra              |